# Gavada
Gavada, auch Gavehda, war ein Längenmaß in dem indischen Fürstenstaat Mysore.
Es war ein sogenanntes Wegemaß und stand für die Tagesreise. Das Maß war gesetzlich festgelegt.
- 1 Gavada = 4 Hardaries/Hardary = 3,1157 Meilen (preuß.)[1] = etwa 23.465 Meter[2]